# Grohe

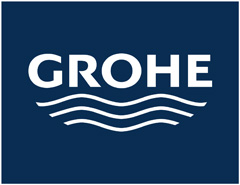
логотип Гроє

Grohe AG (Грое) — виробник санітарно-технічної арматури, змішувачів і аксесуарів. Компанія була заснована в 1936 році Фрідріхом Грое. Має представництва в 15 країнах світу. Штаб-квартира Grohe розташована в Дюссельдорфі, Німеччина.

## Діяльність
Grohe виробляє змішувачі та душові гарнітури для ванної кімнати та кухні, автоматичні і електронні змішувачі суспільного і комерційного призначення, системи інсталяції і змиву для підвісної сантехніки, системи прихованого настінного монтажу. Кухонні мийки, санітарну кераміку, душові піддони, системи фільтрації води, системи «розумний дім» та преміальні душові системи. На частку Grohe AG припадає приблизно 8 % світового ринку.
У 2007 році обсяг продажів продукції, що випускається Grohe сантехнічної арматури для кухонь, ванн і душа, автоматичної арматури для комерційного і громадського секторів, а також інсталяційних і змивних систем склав 1,02 млрд євро.
У Grohe 6 виробничих майданчиків, дві з яких знаходяться за кордоном, зокрема в Португалії і Таїланді. Компанія реалізує більше 82 % продукції, що випускається за межами Німеччини. По всьому світу на підприємствах Grohe працює близько 5000 чоловік.
Дизайн-центр Grohe AG, Німеччина, Хемер-Едельбург.
Компанія Grohe виробляє свої вироби у власному центрі дизайну. Протягом багатьох років компанія удостоювалася найвідоміших в світі нагород в області дизайну, таких як «Red dot», «IF design awards», а також «Good Design Awards [Архівовано 5 березня 2019 у Wayback Machine.]». У вересні 2017 компанія Grohe була внесена до рейтингу компаній, що прагнуть змінити світ («Change the World ranking»), який становить бізнес-журнал Fortune. Grohe стала однією з 50 компаній, стратегія яких надає позитивний ефект на суспільство.